# Jessica Hennig
Jessica Hennig (* 9. Dezember 1988 in Lauchhammer) ist eine deutsche Politikerin (SPD) und Mitglied der Hamburgischen Bürgerschaft.

## Leben
Hennig wurde am 9. Dezember 1988 im brandenburgischen Lauchhammer geboren. Sie absolvierte ihre Fachhochschulreife an der Dr.-Otto-Rindt-Realschule in Senftenberg im Jahr 2005 und begann im Anschluss eine Ausbildung zur Diätassistentin an der Bildungsstätte für Medizinal- und Sozialberufe in Hoyerswerda, die sie 2008 abschloss. Daraufhin durchlief sie von 2008 bis 2011 eine Ausbildung zur Gesundheits- und Krankenpflegerin an der Theresienkrankenhaus und St. Hedwig-Klinik in Mannheim. Seit 2016 arbeitet sie in diesem Beruf am Universitätsklinikum Hamburg-Eppendorf.
Hennig engagiert sich seit 2021 in der SPD. Seit 2022 ist sie stellvertretende Vorsitzende des SPD-Ortsverbandes Bramfeld und Beisitzerin im SPD-Kreisvorstand Wandsbek. Von Juli 2024 bis März 2025 war sie Mitglied der Bezirksversammlung Wandsbek.
Bei der Bürgerschaftswahl 2025 zog Hennig über Platz 46 der Landesliste in die Hamburgische Bürgerschaft ein.
Sie ist liiert und seit Juni 2025 Mutter eines Kindes.